# Вичский язык
Вичский язы́к (также вичский микроязык; самоназвание: vičski janzyk, иногда vičska gavenda) — проект литературного языка на основе польских говоров Литвы, возникший в конце 1980-х — начале 1990-х годов. Название языка связано с польскими фамилиями, оканчивающимися на суффикс -vič (-wicz). В создании языковой нормы приняли участие активисты «Общества славяноязычных литовцев» во главе с Э. Б. Саткявичусом, другим проектом этой организации был так называемый гальшанский язык, созданный на базе местных белорусских говоров. За основу письменности была взята латинская графика словацкого типа. Широкого распространения вичский язык не получил, к 1992 году он практически уже не использовался.
По терминологии А. Д. Дуличенко, вичский является так называемым славянским микроязыком, или малым славянским литературным языком. Другие западнославянские микроязыки — восточнословацкий и ляшский.

## История
Поляки в Литве являются вторым по численности народом после литовцев. По данным переписи 1989 года, в Литве жило около 258 000 поляков, по переписи 2001 года — 235 000 (6,7 % от всего населения Литвы).
Бо́льшая часть поляков расселена в юго-восточных и южных районах республики: в восточной части Тракайского района, в северной части Вильнюсского района и в Шальчининкском районе, в котором поляки составляют этническое большинство. Появление поляков в Литве связывают как с переселением польских колонистов с основной этнической польской территории на восток в земли Великого княжества Лиовского, так и с ассимиляцией местного населения (литовцев и белорусов), продолжавшейся в Виленском крае вплоть до XX века.
В настоящее время среди поляков Литвы, особенно среди тех, кто живёт в сельской местности, в сфере устного общения используются говоры северного периферийного, или виленского, диалекта (одного из двух польских кресовых диалектов), эти говоры иногда называют prosty polski «простой польский». В то же время в области культуры и образования преобладает польский литературный язык. Такое положение сохранялось и в советский период: на стандартном польском велось обучение в польских школах, он использовался в культурной жизни поляков и в их средствах массовой информации (на литературном польском издавалась, в частности, газета Czerwony Sztandar). Использование же местных говоров ограничивалось устным общением в быту. Исключением были единичные попытки издания литературных произведений с виленскими диалектными особенностями: «Wincuk gada» (1975) и «Fanaberii ciotki Onufrowej» (1987) С. Беликовича (S. Bielikowicz); «Кochanińkie, popatrzajcie sami» (1988) Д. Кужиневича (D. Kuziniewicz) и других.
В конце 1980-х годов в эпоху перестройки в советских республиках, включая и Литовскую ССР, отмечался значительный подъём национального движения. В Виленском крае, который исторически был многоэтничным регионом, национальным движением были охвачены не только представители литовского народа, но и национальные меньшинства Литвы — поляки и белорусы. Одним из вопросов, привлекавших большое внимание, был языковой вопрос. Языковая ситуация в Литве в то время очень быстро менялась, литовский язык стал государственным языком, в то время как значение русского уменьшилось. Вопросы статуса, сферы употребления и сохранения родного языка активно обсуждались и в польскоязычной среде. Среди литовских поляков появилось движение (которое привлекло сравнительно небольшое число сторонников), ставившее своей целью пропаганду местного польского диалекта, разработку его литературной формы и расширение круга функционирования. Инициатором этого движения стал Е. Б. Саткявичус. Он организовал «Общество литовских вичей» (Tuvažystvo vičuv litevskich), которое объединилось вместе с литовскими белорусами в «Общество славяноязычных литовцев» (Tuvažystvo slaviansku janzyčnych litvinuv). Идеологической базой для объединения этих движений стала точка зрения, согласно которой как поляки, так и белорусы были славянизированными литовцами и имели, таким образом, общее происхождение и историю.
Одной из основных задач «Общества славяноязычных литовцев» стало создание региональных литературных языков на базе местных говоров юго-восточной Литвы. На основе белорусских говоров (или «простой мовы») был создан гальшанский язык (halšanski jazyk, elšanski jazyk, kul’n’adzka gavenda), на основе польских говоров (или «простого польского») был создан вичский язык (vičski janzyk, vičska gavenda). Кроме того, среди сторонников идей Э. Б. Саткявичуса имелись планы по формированию литературной нормы на базе местных дзукийских литовских говоров — так называемого дзукийского языка.
В 1990 году «Общество славяноязычных литовцев» издало первые печатные публикации на гальшанском и вичском языках — статьи «Fschodnia Litva» («Восточная Литва») и «Naš upiakuniac» («Наш защитник»). За ними последовало издание разного рода брошюр и прочих печатных материалов с различным содержанием. Новый литературный вичский язык был неоднозначно встречен польским обществом Литвы, часто он получал критические оценки. Так, например, вичский язык был подвергнут критике в вильнюсской польскоязычной газете Czerwony Sztandar. К 1992 году движение «славяноязычных литовцев», бывшее с момента своего основания и так немногочисленным, постепенно сошло на нет. Вместе с угасанием деятельности «Общества» прекратилось использование вичского и гальшанского языков. Публикации на этих языках позднее появлялись лишь спорадически, например, тексты на вичском и гальшанском языках содержатся в разделе книги Э. Б. Саткявичуса «Галльские языки» 1999 года.

## Алфавит
Алфавит вичского языка включил в себя 27 букв и 1 диграф:
| A a | B b | C c | Č č | D d | E e | Ė ė | F f   | G g | H h |
| I i | J j | Y y | K k | L l | M m | N n | O o   | P p | R r |
| S s | Š š | T t | U u | V v | Z z | Ž ž | Ch ch |     |     |

Базой для письменности создатели вичского языка выбрали славянскую латиницу словацкого типа. Кроме того, из литовского алфавита была заимствована графема Ė ė. Для обозначения мягкости согласных применялся апостроф (как в словацком языке) — l’, t’ и т. п. При этом обозначение мягких согласных в вичских текстах не всегда было последовательным: часто вместо апострофа перед мягкой согласной ставилась буква i (как в польском языке).

## Пример текста
Фрагмент перевода поэмы А. Мицкевича «Пан Тадеуш» на вичский язык:
Litwo! Ojczyzno moja! ty jesteś jak zdrowie.

Ile cię trzeba cenić, ten tylko się dowie,

Kto cię stracił? Dziś piękność twą w całej ozdobie

Widzę i opisuję, bo tęsknie po tobie.
Litva! Ujčyzna moja! ty jestaš jak zdrovia.

Ilia čšeba cenic’ ciebia, ten tyľku dovia,

Chto stracil ciebia. Dzis’ pienknus’c’ tvoja v calyj uzdobia

Vidza i upisuja, bu teskna pu tobia.
Фрагмент текста из статьи «Naš upiakuniac»:

Čensc’ liudnos’ci, chtuži liču siebia puliakami, du puliakuv zaličaju všistkich, chtuži gadaju na janzykach choc’ trocha pudobnych du pul’skiegu, niazaležnia du tegu, jaka ich puchudzenia i na jakich janzykach gadali ich ojcy i dziady. Ta čensc’ liudzi niechce nic slyšac’ ub janzykach pradziaduv i liči ža nic niatšeba viedziac’ ub svoij pšašlos’ci du pšejencia chšescijanskij viary. Oni liču, ža Litevska šliachta i všistkia ich putomki mušu ličyc’ siebia puliakami, bu byli časy, kiedy pši panstvovym i kus’cieľnym poľskim janzyku v Litvia, Litevska šliachta v svoij viankšos’ci umieli gadac’ na poľskim janzyku v takim stopniu, žeby zgadacia z čynuvnikami.
— 1990